# New Journal of Physics
Das New Journal of Physics (NJP) (ISO 4: New J. Phys.) ist eine Open-Access-Onlinepublikation zu Themen der Physik. Sie wird von der Deutschen Physikalischen Gesellschaft und dem britischen Institute of Physics gemeinsam herausgegeben.
Das NJP existiert seit 1998 und veröffentlicht Original-Forschungsarbeiten aus allen Bereichen der Physik. Dabei zahlen die Autoren für die Veröffentlichung, die Artikel sind dann frei abrufbar. Das Journal verwendet die üblichen Peer-Review-Standards, was zu einer hohen Ablehnungsquote führt. Der Impact Factor beträgt 3,729 (Stand: 2021). Die Artikel stehen unter der Creative-Commons-Lizenz CC-BY 3.0.
Ende September 2006 wurde der einmillionste Artikel der Zeitschrift abgerufen. Seit August 2011 veröffentlicht das Journal auf YouTube „Video Abstracts“, die von den Wissenschaftlern zusätzlich geliefert werden können.